# ATC kód R05
ATC kód R05 Léčiva při kašli a nachlazení  je hlavní terapeutická skupina anatomické skupiny R. Dýchací ústrojí.

## R05C Expektorancia, kromě kombinací s antitusiky

### R05CA Expektorancia
R05CA03 Guaifenesin
R05CA10 Kombinace

### R05CB Mukolytika
R05CB01 Acetylcystein
R05CB02 Bromhexin
R05CB03 Karbocystein
R05CB05 Mesna
R05CB06 Ambroxol
R05CB13 Alfadornáza
R05CB15 Erdostein

## R05D Antitusika, kromě kombinací s expektorancii

### R05DA Opiové alkaloidy a deriváty
R05DA01 Ethylmorfin
R05DA04 Kodein
R05DA09 Dextromethorphan

### R05DB Jiná antitusika
R05DB03 Klobutinol
R05DB13 Butamirát
R05DB19 Dropropizin
R05DB27 Levodropropizin

## R05F Antitusika a expektorancia, kombinace

### R05FA Opiové deriváty a expektorancia
R05FA01 Deriváty opia a expektorancia

### R05FB Jiná antitusika a mukolytika
R05FB02 Antitusika a expektorancia

## Poznámka
- Registrované léčivé přípravky na území České republiky.
- Informační zdroj: Státní ústav pro kontrolu léčiv, Všeobecná zdravotní pojišťovna.